# Font d'energia

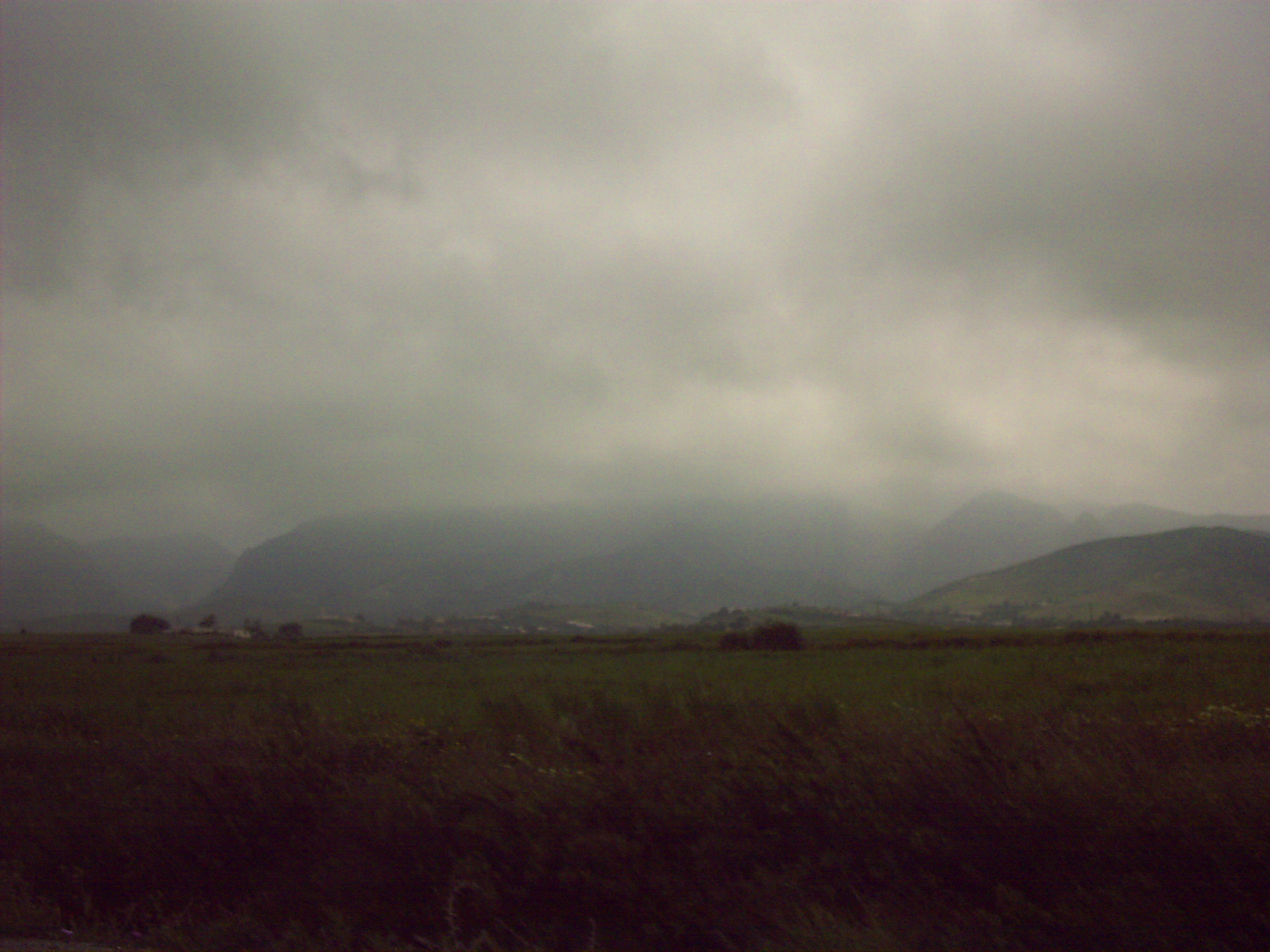
El vent és una font d'energia. A la imatge, vent fort al nord de l'Àfrica

Una font d'energia és un recurs que l'humà fa servir per a produir energia per produir un treball, en el sentit físic del terme: escalfar, moure, processos industrials, transportar, refredar, cuinar… Les més antigues fonts d'energia eren la força muscular de l'ésser humà mateix o dels animals domèstics i la llenya per escalfar i cuinar. Amb el temps, s'hi van afegir recursos nous, com ara la força de l'aigua i del vent, els combustibles fòssils (carbó, lignit, petroli i gas natural), els biocombustibles, la geotèrmica, l'energia de la marea, el Sol així com els combustibles nuclears.
Entre la font d'energia i la producció d'energia útil, sempre hi ha un procediment de transformació. Cal, per exemple, un molí per transformar el corrent d'aigua en energia motriu útil. En aquests procediments, sempre hi ha una pèrdua d'energia, per les forces de resistènica i sovint per la calor residual inevitable però inexplotable. La construcció mateixa i el manteniment del molí costa energia. Si a més, hi ha residus, el seu tractament també redueix l'eficiència energètica.
Excepte els combustibles nuclears i la geotèrmica, qualsevol font d'energia depèn de l'energia primària del Sol. La majoria de les fonts d'energia són indirectament l'efecte del Sol. Els combustibles fòssils són energia solar emmagatzemada per processos bioquímics fa milions d'anys, els biocombustibles com ara la llenya depenen de la fotosíntesi que necessita llum solar, els vents, les marees i el corrent hidràulic marítim o fluvial, són l'efecte del Sol. Faç a la història, només molt recentment, l'home ha pogut explotar l'energia solar com a font d'energia directe en desenvolupar la fotovoltaca.
A partir de la Revolució Industrial i fins als nostres dies, les fonts d'energia més utilitzades són els combustibles fòssils. El carbó s'ha fet servir durant molts anys per accionar les màquines de vapor i les locomotores, i encara avui proveeix moltes centrals termoelèctriques. Els derivats de petroli entre diversos usos serveixen de combustible de motors de combustió, sigui per generar electricitat, sigui per generar energia cinètica per màquines estàtiques o eines de transport.

## Noves fonts d'energia
La recerca de fonts d'energia inesgotables i l'intent dels països industrialitzats d'enfortir les seves economies nacionals reduint la seva dependència dels combustibles fòssils, concentrats en territoris estrangers després de l'explotació i gairebé esgotament dels recursos propis, els va portar a l'adopció de l'energia nuclear i en aquells amb suficients recursos hídrics, a l'aprofitament hidràulic intensiu.
A la fi del segle xx es va començar a qüestionar el model energètic imperant per dos motius:
- Els problemes mediambientals suscitats per la combustió de combustibles fòssils, com els episodis de esmog de grans aglomeracions, o l'escalfament global del planeta.
- Els riscos de l'ús de l'energia nuclear, posats de manifest en accidents com Txernòbil.

Les  energies netes  són aquelles que redueixen dràsticament els impactes ambientals produïts, entre les quals cal citar l'aprofitament de:
- L'energia solar, el sol produeix llum i calor. Tots els éssers vius necessiten llum solar per viure. I en l'actualitat s'utilitza la llum i la calor del sol per produir energia elèctrica, sobretot en els habitatges.
- L'energia eòlica, antigament s'usava per moure els objectes, per exemple, els vaixells de vela. Actualment l'utilitzem per produir electricitat. En les centrals eòliques el vent mou les aspes dels molins i aquest moviment es transforma en electricitat.
- Els riu si corrents d'aigua dolça: energia hidràulica
- Els mars i oceans: energia mareomotriu
- La calor de la Terra: energia geotèrmica
- L'energia del nucli dels àtoms radioactius: energia nuclear
- La matèria orgànica: biomassa
- Els combustibles: energia química, els combustibles són materials que poden cremar. La llenya, el carbó i el gas natural són combustibles. Aquests posseeixen energia química: quan cremen es desprenen energia lluminosa i calorífica. Aquesta energia pot transformar-se en moviment quan els combustibles s'utilitzen per al funcionament d'un motor.

Totes elles renovables, excepte l'energia nuclear, per ser el seu combustible principal, l'urani, un mineral.
Pel que fa a les anomenades energies  alternatives  (eòlica, solar, hidràulica, biomassa, mareomotriu i geotèrmica), cal assenyalar que la seva explotació a escala industrial, és fortament contestada fins i tot per grups ecologistes, ja que els impactes mediambientals d'aquestes instal·lacions i les línies de distribució d'energia elèctrica que necessiten poden arribar a ser importants, especialment, si com passa sovint (cas de l'energia eòlica) s'ocupen espais naturals que havien estat aliens a l'home.
Les fonts d'energia poden ser renovables i no renovables. Les renovables, com el Sol, permeten una explotació il·limitada, ja que la naturalesa les renova constantment. Les no renovables com el carbó, aprofiten recursos naturals les reserves disminueixen amb l'explotació, el que les converteix en fonts d'energia amb poc futur, ja que les seves reserves s'estan veient reduïdes dràsticament.

## Classificació de les fonts d'energia
Les fonts d'energia es classifiquen en:
- Renovables: Poden utilitzar-se de manera continuada per produir energia, bé perquè es regeneren fàcilment (biomassa) o perquè són una font inesgotable (solar).
- No renovables: Una vegada utilitzades triguen moltíssim temps a regenerar-se, en seria un exemple el petroli, format per restes fòssils a l'interior de la terra.